# Olaf Pedersen
Jens Olaf Pedersen, född 6 juli 1884, död 6 april 1972, var en dansk gymnast.
Pedersen tävlade för Danmark vid olympiska sommarspelen 1912 i Stockholm, där han var med och tog silver i lagtävlingen i svenskt system. 